# In multiplicibus curis
In multiplicibus curis ist eine weitere Friedensenzyklika von Papst Pius XII., die am 24. Oktober 1948 erschien und mit der er zum Gebet für den Frieden in Palästina aufrief. Er erinnert auch an seine Enzyklika Auspicia quaedam, in der er zum öffentlichen Gebet für den Weltfrieden und zur Lösung des Palästinaproblems aufgerufen habe.
Pius XII. beklagte die Angriffe und die Zerstörungen der heiligen Stätten und forderte die freie Ausübung des religiösen Bekenntnisses. Er wandte sich auch an die Gläubigen in anderen Nahoststaaten, die diplomatischen Vertreter des Heiligen Stuhls in Palästina, des Libanons und Ägyptens und appellierte an sie, sich an der Friedenssuche zu beteiligen.
Der Papst ging in seinem Rundschreiben auch auf den Status Jerusalems ein und forderte, dass durch internationale Garantien der freie Zugang zu den Heiligen Orten gesichert werde.
Dazu gehöre aber auch, so der Papst, die Kultusfreiheit und der Respekt vor der freien Religionsausübung nach den jeweiligen religiösen Riten.